# Turkmenistans provinser

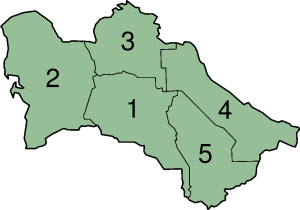
Turkmenistans administrativa indelning.

Turkmenistan är indelad i fem provinser eller Wilayah och ett huvudstadsdistrikt (şäher).  
| Indelning      | ISO 3166-2 | Provinshuvudstad | Yta km2 | Nr: |
| -------------- | ---------- | ---------------- | ------- | --- |
| Asjchabad stad | TM-S       | Asjchabad        | 260     |     |
| Achal          | TM-A       | Änev             | 97 260  | 1   |
| Balkan         | TM-B       | Balkanabat       | 139 300 | 2   |
| Daşoguz        | TM-D       | Daşoguz          | 73 400  | 3   |
| Lebap          | TM-L       | Türkmenabat      | 9 3700  | 4   |
| Mary           | TM-M       | Mary             | 87 200  | 5   |